# South Harrow
Pour la station de métro, voir South Harrow (métro de Londres).
South Harrow est une zone anglaise située au nord-ouest de Londres, dans le borough londonien de Harrow.